# Sainte-Foy, Vendée
Sainte-Foy là một xã ở tỉnh Vendée trong vùng Pays de la Loire, Pháp. Xã này có diện tích 15,62 km², dân số năm 2006 là 1705 người. Xã này nằm ở khu vực có độ cao trung bình 18 mét trên mực nước biển.

## Biến động dân số
| Năm | 1962 | 1968 | 1975 | 1982 | 1990 | 1999  | 2006  |
| --- | ---- | ---- | ---- | ---- | ---- | ----- | ----- |
| Dân số | 546  | 579  | 546  | 640  | 823  | 1 357 | 1 705 |
| From the year 1962 on: No double counting—residents of multiple communes (e.g. students and military personnel) are counted only once. |      |      |      |      |      |       |       |